# Staurogyne trinitensis
Staurogyne trinitensis är en akantusväxtart som beskrevs av Emery Clarence Leonard. Staurogyne trinitensis ingår i släktet Staurogyne och familjen akantusväxter. Inga underarter finns listade i Catalogue of Life.